# ایلوت (اسرائیل)
إیلوت (به لاتین: Eilot) یک منطقهٔ مسکونی در اسرائیل است که در جنوب واقع شده‌است.